# Кайнарлы (Восточно-Казахстанская область)
Кайнарлы (каз. Қайнарлы, до 200? г. — Архиповка) — аул в Куршимском районе Восточно-Казахстанской области Казахстана. Входит в состав Теректинского сельского округа. Код КАТО — 635235700.

## Население
В 1999 году население аула составляло 346 человек (169 мужчин и 177 женщин). По данным переписи 2009 года, в ауле проживало 240 человек (133 мужчины и 107 женщин).